# 메리 매카트니
메리 애나 매카트니(영어: Mary Anna McCartney, 1969년 8월 28일~)는 영국의 사진가, 다큐멘터리 영화 제작자, 요리책 작가, 그리고 고기 없는 월요일의 글로벌 대사이다. 그녀는 또한 Discovery+/Food Network의 엄격한 채식주의 요리쇼인 Mary McCartney Serves It Up의 진행자이다. 매카트니는 음악가이자 싱어송라이터인 폴 매카트니와 사진가이자 채식주의자인 린다 매카트니의 딸이다.